# Мантуанская война
Мантуанская война 1397—1398 годов — вооруженный конфликт в Северной и Средней Италии.

## Болонская лига
Вскоре после окончания милано-флорентийской войны, не принесшей победы ни одной сторон, противники Милана решили объединиться для сдерживания амбиций Джан Галеаццо Висконти. 11 апреля 1392 главные враги Висконти — Флоренция и Болонья — заключили оборонительный союз против любого агрессора с правителями Феррары, Падуи, Имолы, Фаэнцы и Равенны.
1 сентября того же года к этому объединению, получившему название Болонской лиги, присоединился вернувшийся из Рима Франческо I Гонзага. Внезапный поворот политики синьора Мантуи, фигурировавшего в Генуэзском мирном договоре в качестве союзника Милана, возможно, был результатом неудачной интриги Джан Галеаццо. В 1391 году Франческо казнил свою жену Аньезе, дочь Бернабо Висконти, за супружескую измену и, по одной из версий, супруга мантуанского синьора стала жертвой махинации, организованной миланским правителем, боявшимся, что Аньезе, желая отомстить за отца, может убедить мужа встать на сторону врагов Милана.
Венецианская республика, формально сохранявшая нейтралитет, фактически поддерживала Лигу, опасаясь растущего могущества Милана. Отношения Джан Галеаццо с Генуей ухудшились, из числа союзников также вышла Перуджа, подчинившаяся римскому папе.

## Действия Милана
Отчасти неудачи миланской внешней политики были компенсированы фактическим подчинением Пизы, где в результате переворота 22 октября 1392 к власти пришел Якопо д'Аппиано, тесно связанный с Висконти. Чтобы удержать власть новый тиран начал тайно вводить в город миланские войска, группами по 10—12 человек, в результате чего в Пизе встал иностранный гарнизон.
В Перудже в 1393 году власть захватил кондотьер Бьордо Микелотти, тесно связанный с Миланом, но старавшийся не портить отношений и с флорентийцами.
В надежде вернуть влияние, Джан Галеаццо безуспешно пытался изменить русло Минчо, чтобы нанести катастрофический ущерб городу Мантуе, и при этом избежать упреков в нарушении мира, а в 1393 году так же безуспешно вмешался в династическую борьбу в Ферраре, где умер маркиз Альберто V д’Эсте. Не преуспев в Италии, Висконти пытался получить помощь от французского двора, с которым был связан семейными узами, но и в этом случае не добился результата, поскольку французы были заняты схизмой и борьбой за Неаполь.

## Герцогский титул
Контакты с Империей были более удачными. Герцогов Австрии и Баварии удалось удержать от союза с Болонской лигой, но с королем Венцеславом, рассчитывавшим на помощь Лиги в планировавшемся коронационном походе, договориться было сложнее. В феврале 1394 к нему был послан епископ Новары Пьетро да Кандия, предлагавший военную и финансовую помощь в обмен на отказ от сотрудничества с врагами Милана и предоставление герцогского титула.
Нежелание венецианцев и флорентийцев, хорошо осведомленных о характере Венцеслава, содействовать походу в Италию помогло послу Висконти убедить короля. В январе 1395 Джан Галеаццо поместил на своем гербе имперского орла, а 1 мая того же года в обмен на громадную сумму в 100 тысяч флоринов получил герцогский диплом, а город Милан с его диоцезом был возведен в ранг имперского лена. 5 сентября 1395 на площади Сант-Амброджо в Милане в присутствии послов всех итальянских государств прошла торжественная церемония вручения герцогских инсигний, поставившая прежнего тирана и узурпатора наравне с законными монархами Европы. Два представителя Каррарского дома, Франческо Терцо и Джакомо, сопровождали Джан Галеаццо на церемонии, и Висконти в благодарность освободил синьора Падуи от выплаты дани, установленной Генуэзским миром. В самой империи это событие вызвало сильное недовольство, результатом чего стала попытка следующего короля Рупрехта Пфальцского лишить Висконти титула и владений.
Используя внутреннюю борьбу в Германии, Джан Галеаццо в следующем году получил диплом, включивший в состав Миланского герцогства все государства, которыми он владел, за исключением Павии, ставшей графством. Герцог усилил свои позиции, заключив союзы с Ладислао Неаполитанским и Генуей, опираясь на которые, начал строить планы овладения арагонской Сицилией, что теоретически могло принести ему королевскую корону.

## Возобновление конфликта
Ближайшей задачей Милана оставалась необходимость расколоть Болонскую лигу, препятствовавшую экспансии. Отчасти это удалось из-за конфликта между Флоренцией и Феррарой с одной стороны, и Болоньей и Равенной с другой. Причиной спора стал стратегически важный городок Кастрокаро близ Форли, через который шла дорога из Тосканы в Романью. При тайной поддержке Милана отряды Джованни да Барбьяно, формально нанятые равеннскими Делла Полента, и проигравший борьбу за регентство Аццо д'Эсте в 1395 году  напали на феррарскую территорию. Сам герцог при этом предлагал Ферраре помощь в освобождении от венецианской зависимости. Флорентийцы направили феррарцам на помощь триста копий, вступив таким образом в необъявленную войну с Миланом.
По условиям Генуэзского мира и Милан, и Флоренция распустили большую часть своих войск. Уволенные солдаты образовали компании искателей приключений, с которыми Джан Галеаццо тайно поддерживал связи, побуждал их к набегам на Тоскану, в том числе на Флоренцию, создавая проблемы своим противникам и заодно удаляя вооруженный сброд от своих границ.
Успех, достигнутый Висконти, был незначительным, зато флорентийцы сумели 29 сентября 1396 заключить оборонительный союз с Францией, предполагавший войну с герцогом Миланским и раздел его чрезмерно разросшихся владений. Договор, ставший результатом сложных интриг и придворного соперничества орлеанистов с бургундцами, был заключен на пять лет. По условиям этого соглашения Флоренция обязывалась выставить на помощь французам три тысячи конных, а Франция в случае нападения на Флоренцию должна была направить армию, достойную иметь командующим принца крови. Территории, завоеванные в Ломбардии, отходили французам, а расположенные в Тоскане — флорентийцам.
28 декабря к этой лиге присоединились маркиз д'Эсте и синьоры Мантуи, Падуи и Римини. Лукка под давлением Флоренции также ратифицировала договор.

## Война
Джан Галеаццо не стал дожидаться, пока французы соберут войска, и нанес удар первым. Укрепив связи с союзниками, Феррарой и Болоньей, и собрав войска, свои и своих сателлитов (Перуджи, Урбино, Сиены и Пизы), герцог атаковал флорентийскую территорию. На этом направлении военные действия свелись к серии набегов отрядов Альберико да Барбьяно и носили отвлекающий характер.
В начале 1397 года децемвиры войны направили войска Бернардона де Сера в Пешу. Барбьяно с шестью тысячами всадников вступил на территорию Лукки по приказу герцога Миланского, но формально не будучи у него на службе, а действуя как свободный кондотьер. Он отказался от идеи атаковать долину Ньеволе и ждал развития событий в Сан-Миньято, сильном укреплении на флорентийско-пизанской границе, которым Джан Галеаццо пытался овладеть с помощью измены. Поздним вечером 17 марта сговорившийся с миланцами местный дворянин Бенедетто Манджадори с семнадцатью вооруженными спутниками обманом проник в город, убил флорентийского викария Антонио Даванцати и поднял мятеж, но после жестокого боя с горожанами, державшими сторону Флоренции, был разгромлен и бежал.
Флорентийцы были возмущены вероломством Джан Галеаццо, созванный приорами совет шестисот richiesti (богатейших граждан), которому представили перечень нарушений миланским правителем условий мира, потребовал начать войну.
После неудачи в Сан-Миньято Барбьяно пересек пизанскую территорию и близ Сиены соединился с остальными войсками, посланными Джан Галеаццо. Под его началом собралось десять тысяч всадников и большой отряд пехоты. Бернардон де Сер, следовавший за противником, был обманут уловкой Барбьяно, обозначившего угрозу Ареццо, бросился на защиту этой провинции, в то время как противник через Кьянти проник в долину Греве, после чего продвинулся до самых ворот Флоренции, разграбив долину среднего Арно. В сельской местности была захвачена огромная добыча, так как война не была объявлена и крестьяне не успели спрятать скот и прочее имущество.
После двухнедельного грабительского набега (18—31 марта) армия вернулась на сиенскую территорию и флорентийцы нашли способ ослабить противника, подкупив Паоло Орсино и братьев Бьордо и Чекколино Микелотти, которые увели из лагеря часть кавалерии. Джованни да Барбьяно также покинул своего брата, перейдя на службу Болонье, после чего флорентийцы оказались в состоянии направить помощь своему союзнику Франческо Гонзага.

## Мантуанская кампания
Основной целью миланцев была Мантуя, против которой, также без объявления войны, 31 марта 1397 были направлены две армии. Первая, под командованием губернатора Вероны Уголотто Бьянкардо, собиралась переправиться через озеро или Минчо у Гуарольды. Вторая, во главе с Якопо даль Верме, двигалась с юга, чтобы форсировать По у Боргофорте. Их общей целью была небольшая мантуанская провинция Серральо, или «Закрытая Мантуя», расположенная между озером, Минчо, Ольо и По. Эта местность была очень богата, поскольку из-за своей труднодоступности ни разу не была разграблена в предшествовавших войнах. Три с половиной месяца миланцы безуспешно пытались навести переправы через Минчо и По, и в течение этого времени военные действия ограничивались набегами и осадой нескольких замков.
Мантуанцы удерживали в Боргофорте мост с тет-де-поном, опираясь на который, не давали неприятелю перемещаться по реке. Даль Верме собрал флотилию больших кораблей выше по течению, но не мог провести их к Серральо. Наконец, 14 июля, пользуясь поднявшейся бурей, он направил несколько зажигательных посудин против моста, закрывавшего проход, и спалил его, несмотря на отчаянное сопротивление Франческо Гонзага. После этого закрытая провинция стала добычей миланских наемников.
Флорентийцы, получив известие о поражении союзников, послали им на помощь три тысячи всадников под командованием Карло Малатесты, Паоло Орсини и Филиппо ди Пизы. В самой флорентийской армии пришлось бороться с изменой. Де Сер под предлогом восстановления дисциплины в приступе гнева приказал обезглавить Бартоломео Бокканегру ди Прато, одного из капитанов, находившихся у него на службе. Кондотьеры, не привыкшие к безусловному повиновению, шумно протестовали и требовали мести командующему, казнившему их товарища по оружию.

## Битва при Говерноло
Флорентийцы продвигались к Мантуе через феррарскую территорию по правому берегу По, и одновременно флотилия Франческо да Каррары шла им навстречу вверх по течению. Венеция, тайно поддерживавшая врагов Милана, разрешила синьору Падуи нанять семь галер и позволила венецианскому дворянину Франческо Бембо принять над ними командование. К флотилии присоединились три сотни барок и лодок, нанятых Каррарой и маркизом д'Эсте.
Армия Бьянкардо осаждала замок Говерноло у слияния По и Минчо в Закрытой Мантуе; войско даль Верме стояло лагерем к югу от По. Коммуникация между ними осуществлялась по наплавному мосту перед Говерноло. Обе позиции были атакованы одновременно 28 августа 1397. Наплавной мост был разрушен и сожжен флотом Бембо, а семьдесят миланских барок, стоявших на якоре за мостом, были захвачены. Малатеста с флорентийцами и союзниками атаковал Якопо даль Верме, Гонзага, поддержанный вылазкой гарнизона Говерноло, обрушился на Бьянкардо. Миланцы были полностью разбиты, потеряв убитыми и пленными шесть тысяч пехоты и две тысячи всадников, огромная добыча, собранная в лагерях, была захвачена победителями.

## Перемирие
Затем военные действия приостановились и начались переговоры, закончившиеся подписанием перемирия. Затем в течение восьми месяцев шли тяжелые мирные переговоры при венецианском посредничестве.
4 августа 1397 восемь молодых флорентийцев из семейств Медичи, Риччи, Спини и Кавиччьоли попытались убить лидера олигархии Мазо дельи Альбицци и произвести переворот, но были схвачены и казнены.
Франция так и не успела вступить в войну, что позволило Джан Галеаццо избежать борьбы на два фронта. Сам герцог Миланский пытался привлечь на свою сторону Венцеслава, не оставлявшего планов коронационного похода, и надеялся превратить Миланское герцогство в герцогство Ломбардию, но успеха не имел.
Венецианцы пытались добиться мирного урегулирования, но, столкнувшись с нежеланием противников идти на уступки, 21 марта 1398 присоединились к антимиланской коалиции, в которой вскоре заняли ведущее положение. Адриатическая республика собрала крупные силы, готовясь нанести по Милану решительный удар.
Над Висконти нависла угроза разгрома, но герцог с большой ловкостью сумел выйти из опасного положения, уже в апреле 1398 начав в Павии тайные переговоры с Венецией и Мантуей, с которыми рассчитывал договориться за счет Флоренции и ее ближайших союзников. План Джан Галеаццо строился на использовании коренного противоречия интересов венецианцев и флорентийцев.
Поскольку об условиях мира так и не удалось договориться, 11 мая в Павии было подписано десятилетнее перемирие между Миланом, Венецией и Гонзага. Территориальные споры на восточной границе миланских владений удалось разрешить без потерь. Флоренция и ее союзники, присоединившиеся к этому договору, не получили ничего. В результате Болонская лига распалась, мелкие синьории Романьи вновь стали миланскими сателлитами, франко-флорентийский союз был разрушен.

## Последствия

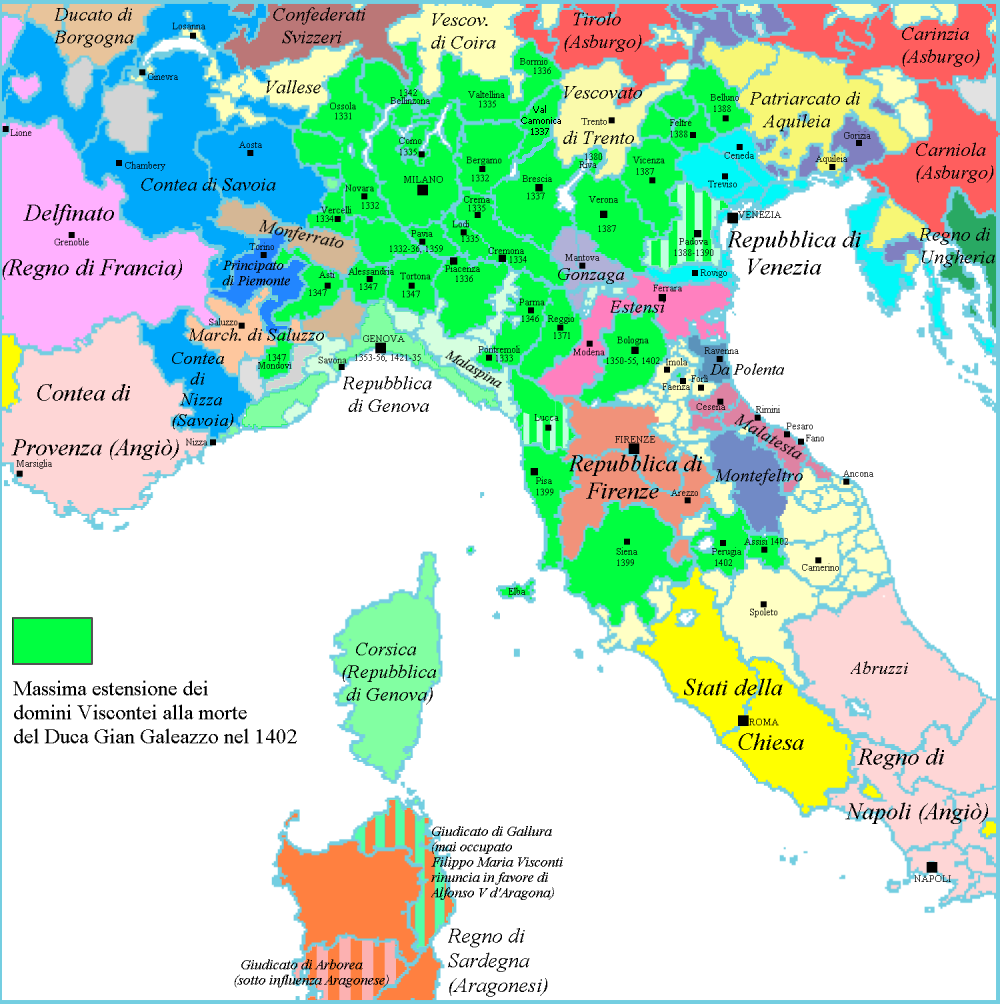
Территории, находившиеся под контролем Джан Галеаццо Висконти

Финансовое положение Миланского герцогства к концу войны было крайне тяжелым. За время военных действий только экстраординарных налогов было собрано на колоссальную сумму в 800 тысяч флоринов. Прекратилось возведение Миланского собора и Чертозы. Города стояли на грани банкротства, из Павии, второго города страны, жаловались, что бедняки, разоренные непосильными поборами, бросают свои дома, тогда как богатые не платят ничего. Герцог опасался отягощать налогами крупных купцов и ремесленников, в чьей поддержке нуждался, с простым же народом можно было не церемониться. Указ от 1392 года, по которому лица с минимальным доходом освобождались от чрезвычайных налогов, во время войны был отменен, что обескровило экономику. В таких условиях поддержание порядка давалось с немалым трудом.
После заключения перемирия Джан Галеаццо достиг вершины своего могущества. Сразу же нарушив договоренности он возобновил борьбу против принципиального противника — Флоренции. Миланские войска заняли часть Луниджаны, в том числе дорогу, шедшую через Апеннины из Понтремоли в Сарцану и связывавшую Ломбардию и Тоскану. Владетели Луниджаны из дома Маласпина не могли противостоять Милану. В Ломбардии Джан Галеаццо склонил на свою сторону Франческо Гонзага, установил дружеские отношения с Никколо III д'Эсте и отказался от борьбы с домом Каррара. Вмешавшись в гражданскую борьбу в Болонье, герцог при помощи Альберико да Барбьяно привел к власти промиланскую партию.
Миланская дипломатия пыталась лишить Флоренцию территорий, насильственно присоединенных к республике. В мае-июне 1398 из подчинения Синьории вышла графская семья Убертини, владевшая Баньо, Палаццуоло и Модильяно, а также граф да Баттифолле, владетель Поппи. Флорентийцы направили протест Венеции, как гаранту перемирия, но ничего не добились и были вынуждены возвращать отпавшие земли силой, что потребовало немалых затрат.
В январе-марте 1399 Пиза официально стала владением Джан Галлеаццо, затем наступила очередь Сиены, где уже несколько лет стоял миланский гарнизон. Сиенцы предприняли последнюю попытку договориться с Флоренцией, но, столкнувшись с неприемлемыми требованиями, Генеральный совет республики 6 сентября 1399 передал верховную власть миланскому герцогу. Флорентийцам пришлось с этим смириться, так же как и с переходом под власть Милана Перуджи, где в марте 1398 был убит Бьордо Микелотти, после чего началась анархия. Летом 1399 перуджийцы вступили переговоры с герцогом и 21 января 1400 эта республика официально подчинилась Милану. Таким образом Джан Галеаццо почти изолировал Флоренцию со стороны Тосканы, а затем подчинил более мелкие государства, граничившие с республикой: Ассизи, Сполето и Ночеру. Попытка овладеть Кортоной провалилась, но после убийства в феврале 1400 правителя Лукки Ладзаро Гвиниджи миланские войска помогли удержаться у власти его племяннику Паоло, вошедшему в зависимость от Милана.
Миланские успехи были закреплены 21 марта 1400 заключением между Джан Галеаццо и антимиланской лигой окончательного мира, условия которого были согласованы на секретных переговорах с Венецией, и против которого безуспешно протестовала Флорентийская республика. В том же году к власти в Германии пришел Рупрехт Пфальцский, поддержав коронационный поход которого Флоренция попыталась прорвать миланскую торговую блокаду.

## Комментарии
1. ↑  Ради заключения этого союза сам лидер флорентийской олигархии Мазо дельи Альбицци провел шесть месяцев во Франции в качестве посла. Французы были недовольны двуличностью Джан Галеаццо, добивавшегося с ними союза и одновременно подстрекавшего генуэзцев, отдавшихся под власть Франции, к мятежу. Зять Висконти герцог Орлеанский был противником соглашения, но не смог преодолеть влияния герцога Бургундского (Perrens, p. 75)
2. ↑  Тот без приказа покинул свою позицию у Пизы (Perrens, p. 79)
3. ↑  Командующим французским войском был назначен Бернар VII д’Арманьяк, брат Жана III, погибшего пятью годами ранее после битвы с миланцами при Алессандрии. Он собрал в Авиньоне 10 тысяч всадников, половину которых должна была в течение шести месяцев содержать Франция, а за другую половину флорентийцы обещали выплатить 25 тысяч флоринов по прибытии войска в Асти. Карл VI послал в Пон-Сент-Эспри 90 тысяч экю, но затем Людовик Орлеанский сообщил о подписании флорентийцами перемирия и приказ был отменен. Арманьяк, не получивший денег и вынужденный распустить войско, был очень недоволен, как и король, упрекнувший флорентийцев за подписание перемирия без его согласия (Perrens, pp. 75, 81; Питти, с. 75—79)